# Valceresio
Het Valceresio is een Italiaans bergdal in de regio Lombardije (provincie Varese). Het strekt zich uit van de zuidelijke oever van het Meer van Lugano tot de plaats Induno Olona. De lengte van de vallei bedraagt ongeveer 8 kilometer. Tot het dal behoren de gemeenten Arcisate, Besano, Bisuschio, Brusimpiano, Cantello, Clivio, Cuasso al Monte, Induno Olona, Porto Ceresio, Saltrio en Viggiù die samen 47.402 inwoners hebben.
Het grootste deel van de dalbewoners werkt in de tertiaire sector, waarvan velen in het nabije Zwitserland. De agrarische sector is vooral gericht op aspergeteelt, zuivel- en veevoederindustrie. Voor het toerisme is vooral Porto Ceresio, aan het Meer van Lugano, van belang. Vooral tijdens de weekenden en vakantieperioden trekt deze plaats veel dagjesmensen aan.
Door de vallei voeren de spoorlijn Porto Ceresio-Varese en de rijksweg SS 344 (Strada Statale 344 di Porto Ceresio).

## Belangrijkste plaatsen
- Induno Olona (9993 inw.)
- Arcisate (9853 inw.)
- Porto Ceresio (3068 inw.)

## Hoogste bergtop
- Monte Piambello (1029 m)